# Bionville-sur-Nied
Bionville-sur-Nied – miejscowość i gmina we Francji, w regionie Grand Est, w departamencie Mozela.
Według danych na rok 1990 gminę zamieszkiwało 375 osób, a gęstość zaludnienia wynosiła 44 osób/km² (wśród 2335 gmin Lotaryngii Bionville-sur-Nied plasuje się na 682. miejscu pod względem liczby ludności, natomiast pod względem powierzchni na miejscu 707.).